# Hermann Erich Winkler
Hermann Erich Winkler (auch: Herrmann Erich Winkler) (* 11. April 1738 in Hildesheim; † 17. März 1793 in Lüneburg) war ein deutscher evangelischer Geistlicher.

## Leben
Hermann Erich Winkler wurde als Sohn eines Strumpfwirkers geboren und kam bereits früh zur Ausbildung zu seinem Onkel Herrmann Erich Winkler, der als Diakon in Peine tätig war. Dieser war im Sinne des halleschen Waisenhauses ausgebildet worden, bei dem August Hermann Francke eine pietistische Schulreform entwickelt hatte. Sein Onkel machte es sich zur Pflicht, die Söhne seiner Geschwister auszubilden und zu erziehen. So war Winkler bereits umfassend in den biblischen Sprachen und dem Lateinischen ausgebildet, als er 1756 auf das Gymnasium Andreanum in Hildesheim kam. Nach dessen Abschluss 1758 besuchte er die Universität Göttingen. Dort hörte er Vorlesungen bei Samuel Christian Hollmann, Christian Wilhelm Franz Walch, Johann David Michaelis, Johann David Heilmann und Johann Matthias Gesner.
Nach dem Studium kam er in das Haus der Familie Arnold nach Hannover. Während seines dortigen Aufenthaltes heiratete er Dorothea, geb. Schwacken aus Hannover. 1763 wurde er Prediger in Hildesheim und blieb dort bis 1772, bis er zum Diakon der Hauptkirche Sankt Katharinen in Hamburg gewählt wurde.
Nach einem zwanzigjährigen Aufenthalt in Hamburg wurde er als Superintendent nach Lüneburg berufen; allerdings verstarb er dort am 17. März 1793 während seiner Antrittspredigt.
Er war Besitzer eines Gutes in Laatzen, auf dem seine Ehefrau mit ihrem einzigen Sohn, Johann Eberhard Winkler, lebte.

## Wirken
1780 gab Johann Melchior Goeze eine kleine Schrift heraus, in der er erklärte, dass nach 3. Mose 18,LUT  die Ehe eines Witwers mit der Schwester seiner verstorbenen Ehefrau verboten sei, und das Geistliche Ministerium aufforderte, wenn er sich irre, ihn eines Besseren zu belehren. Auslöser war die Ehe des Pastors am Hamburger Dom, Johann Heinrich Daniel Moldenhawer, der mit seiner Schwägerin verheiratet war. Johann Melchior Goeze machte nun allen Pastoren in Hamburg den Vorwurf, diese Ehen zu gestatten. Hermann Erich Winkler unterstützte Pastor Johann Heinrich Daniel Moldenhawer bei dessen Widerspruch und widerlegte den Vorwurf sehr eingehend und gründlich.
Hermann Erich Winkler trug dem Geistlichen Ministerium auch vor, dass der Exorzismus in Hamburg abgeschafft werden sollte. Da dieses jedoch Bedenken äußerte, taufte er zuerst gegen die Sitte sein eigenes Kind ohne Exorzismus. Dies führte zur anschließenden Abschaffung des Exorzismus in Hamburg.

## Werke (Auswahl)
- Johann Constantin Eberwein; Herrmann Erich Winkler: Als der Hochehrwürdige und Hochgelahrte Herr Herr Herrmann Erich Winkler Superintendent des Ehrwürdigen Ministeriums auch Inspector des Johanneums in Lüneburg am Sonntage Judica den 17. März 1793 seine Antritts-Rede in der Haupt-Kirche zu St. Johannis daselbst hielt wurde vor derselben diese Cantate musikalisch aufgeführet. Lüneburg, Stern, 1793.
- Ordnung der Gesänge bey der am Freytage den 22. März 1793 gehaltenen öffentlichen Beerdigung des selig verstorbenen Herrn Superintendenten Winkler. 1793.
- Johann Eberhard Winkler; Herrmann Erich Winkler: Dem Namen Winklers geweihet. 1793